# Бятигальское староство
Бятигальское староство (лит. Betygalos seniūnija) — одно из 12 староств Расейняйского района, Каунасского уезда Литвы. Административный центр — местечко Бятигала.

## География
Расположено в центральной Литве, на Восточно-Жемайтском плато Жемайтской возвышенности, в восточной части Расейняйского района.
Граничит с Пагоюкайским староством на севере, Расейняйским — на западе, Арёгальским — на юго-западе и юге, а также Кракесским староством Кедайняйского района — на востоке.

## Население
Бятигальское староство включает в себя местечко Бятигала и 76 деревень.